# The Luchagors
The Luchagors est un groupe de punk rock américain, originaire d'Atlanta, en Géorgie. Il est mené par la chanteuse et ex-catcheuse Amy Dumas.

## Biographie
Le nom Luchagors est un hommage au terme Luchador, qui désigne un lutteur de lucha libre. Dumas s'en inspirera dans ses débuts dans le catch professionnel. Le nom du groupe est un jeu de mots entre Luchador et gore, comme dans les films d'horreur, desquels Amy Dumas et Shane Morton étaient adeptes. Le groupe commence à jouer quelques concerts dans la banlieue d'Atlanta. Le premier concert international du groupe s'effectue à l'événement Rock-n-Shock, organisé au Masquerade d'Atlanta, le 14 septembre 2006. L'événement se déroule en l'honneur de Sean Shocker.
Début 2007, ils se lancent dans l'enregistrement d'un premier album, produit par Rachel Bolan (en), le bassiste de Skid Row,. Ils terminent l'enregistrement des chansons le 17 mars 2007. En août 2007, un membre, leur batteur Troy King, quitte le groupe. Leur premier album, l'éponyme The Luchagors, est publié sous formats CD et en téléchargement pays le 11 septembre 2007,. En octobre, cependant, Troy décide de rester au sein du groupe. Après la sortie de l'album, the Luchagors effectuent une grande tournée en son soutien. L'album est téléchargé plus de 10 000 fois sur iTunes et le groupe tourne à l'international avec NOFX et Bad Religion. Tim Armstrong, impressionné par la qualité vocale de Dumas, signe le groupe à son label Hellcat Records.
En 2014, Amy annonce la fin du groupe après une tournée infructueuse au Royaume-Uni. The Luchagors fait son dernier concert le 31 janvier 2014 au Drunken Unicorn d'Atlanta.

## Membres

### Derniers membres
- Amy Dumas - chant
- Shane Morton - guitare, chœurs)
- Jay Hedberg - basse, chœurs)
- Racci Shay - batterie

### Ancien membre
- Troy King - batterie

## Discographie
- 2007 : The Luchagors